# Volby do Evropského parlamentu na Kypru 2009
V pořadí druhé volby do Evropského parlamentu na Kypru proběhnly v sobotu 6. června 2009. Na základě výsledků voleb zasedlo 6 kyperských zástupců v Evropském parlamentu s mandátem do roku 2014.

## Výsledky voleb
| Strana                                                                     | Frakce v EP | Hlasy   | v %    | Mandáty | +/- |
| -------------------------------------------------------------------------- | ----------- | ------- | ------ | ------- | --- |
| Demokratické shromáždění, Δημοκρατικός Συναγερμός                          | EPP         | 109 209 | 35,7   | 2       | 0   |
| Pokroková strana pracujícího lidu, Ανορθωτικό Κόμμα Εργαζόμενου Λαού       | UEL-NGL     | 106 922 | 34,9   | 2       | 0   |
| Demokratická strana, Δημοκρατικό Κόμμα                                     | ALDE        | 37 625  | 12,3   | 1       | 0   |
| Hnutí pro sociální demokracii, Κινήμα Σοσιαλδημοκρατών                     | PES         | 30 169  | 9,9    | 1       | +1  |
| Evropská strana, Ευρωπαϊκό Κόμμα                                           | EDP         | 12 630  | 4,1    | 0       | -1  |
| Ekologické a environmentalsitické hnutí, Κίνημα Οικολόγων Περιβαλλοντιστών |             | 4 602   | 1,5    | 0       | 0   |
| Celkem                                                                     | –           |         | 100,00 | 6       | –   |